# Djurdjina Malović
Djurdjina Malović (født 5. maj 1996 i Nikšić) er en montenegrinsk håndboldspiller, som spiller for ŽRK Budućnost og det montenegrinske landshold.
Hun har deltaget ved VM i håndbold 2013 i Serbien og EM i håndbold 2014 i Ungarn og Kroatien.